# Francesco III d'Este
Francesco III d'Este (Modena, 2 luglio 1698 – Varese, 22 febbraio 1780) fu duca di Modena e Reggio dal 1737 al 1780, e signore di Varese dal 1765 al 1780.
Considerando i soli duchi di Modena capitale, Francesco III è stato quello che ha regnato per più tempo, per 43 anni. È invece Niccolò III il sovrano estense più longevo, essendo stato Marchese di Ferrara, Modena e Reggio per 48 anni, dal 1393 al 1441.

## Biografia

### Infanzia
Nacque a Modena il 2 luglio 1698 dal duca Rinaldo d'Este e di Carlotta Felicita di Brunswick-Lüneburg.

### Matrimoni

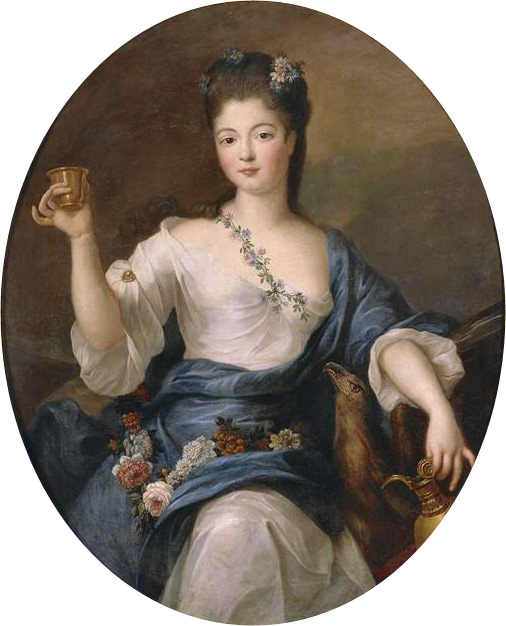
Carlotta Aglaia di Borbone-Orléans, duchessa di Modena e Reggio e moglie di Francesco III, nelle vesti di Ebe

Sposò Carlotta Aglaia di Borbone-Orléans (1700 – 1761); rimasto vedovo, contrasse un matrimonio morganatico, dapprima (1761-65) con Maria Teresa Castelbarco Visconti, vedova Simonetta, poi (nel 1766) con Renata Teresa d'Harrach, vedova Melzi, che gli sopravvisse. Da nessuna delle ultime due mogli risulta aver avuto figli, né legittimi né illegittimi.
Nel 1741 Francesco III realizzò il matrimonio del figlio Ercole con Maria Teresa Cybo-Malaspina, duchessa di Massa e Carrara, ponendo così le basi per la riacquisizione da parte degli Stati Estensi dell'ambìto sbocco al mare.

### Duca di Modena e Reggio

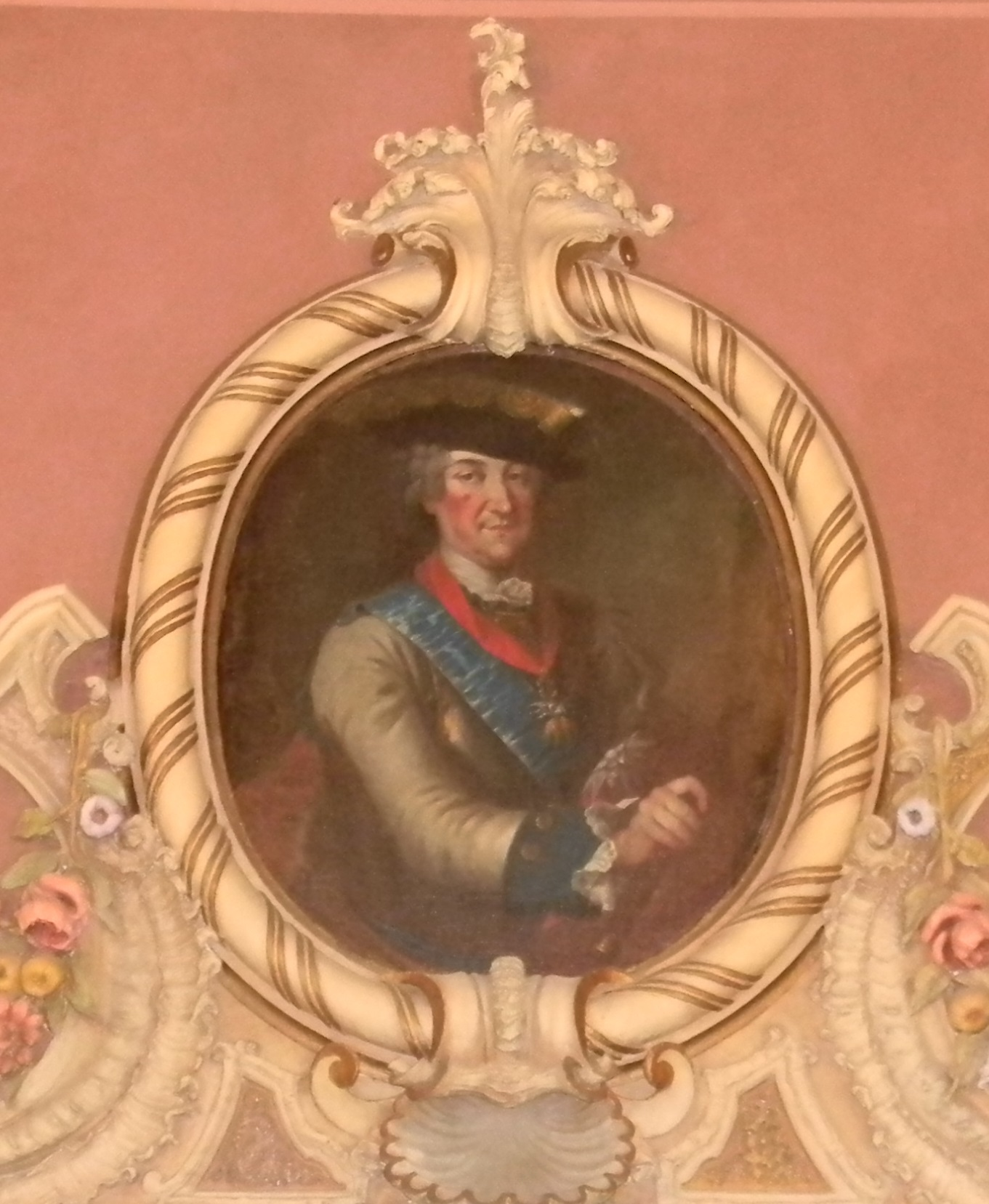
Ritratto di Francesco III d'Este di Bernardo Bonini, Palazzo Estense, Salone Estense, Varese

Il matrimonio con Carlotta Aglaia d'Orléans fu effettuato per procura alle Tuileries il 12 febbraio 1720, ma la principessa giunse a Modena solo nel giugno successivo. A Modena la principessa entrò quasi subito in contrasto col suocero e anche col marito, tanto che Carlotta tentò di far annullare il matrimonio.
Nel 1734 Francesco, per evitare la cattura da parte delle truppe austro-sarde si rifugiò a Genova e successivamente in Francia e Inghilterra. Il Duca Francesco infine si arruolò sotto le bandiere imperiali, combatté contro i turchi in Ungheria, fu nominato generale d’artiglieria e rientrò a Modena il 4 dicembre 1737, dopo la morte del padre. La moglie, che era a Parigi, lo raggiunse a Modena solo alla fine del giugno 1739. Dopo questa riunione, cercò di barcamenarsi fra Borbone e Asburgo, ma il gioco non gli riuscì, e l'ultimatum austro-sardo lo costrinse a spostarsi a Padova. Infine nella guerra per la successione d’Austria si arruolò nell'esercito spagnolo, dove servì fino al 1747, ma il Ducato di Modena e Reggio, toltogli all’inizio della guerra, gli fu restituito solo nel 1748 con la pace di Aquisgrana.
Per risanare le esauste finanze del Ducato dopo le guerre di successione polacca e austriaca, vendette per 100 000 zecchini i più pregiati quadri della Galleria Estense ad Augusto III Re di Polonia e principe elettore di Sassonia, che li trasferì a Dresda. Tale episodio, noto nella storia dell'arte come vendita di Dresda, fu una delle più importanti alienazioni del patrimonio pittorico italiano.

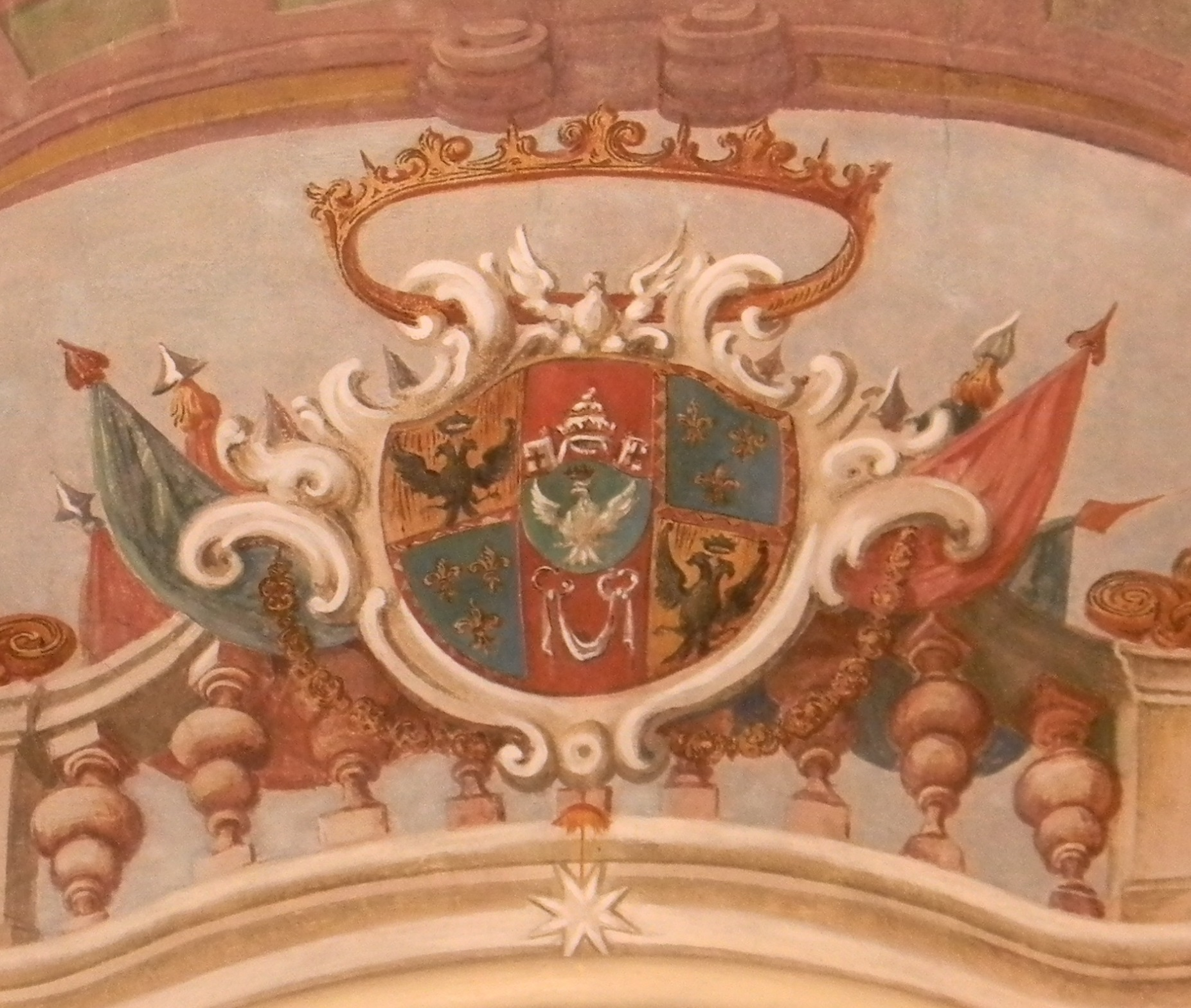
Stemma di Francesco III affrescato sulla volta del Salone Estense, Palazzo Estense, Varese.

A quel punto il ducato non aveva più amici in Europa, considerando che i rapporti con Spagna, Francia ed Austria erano fortemente deteriorati, pertanto il Duca decise a questo punto di appoggiarsi agli Asburgo. Quindi si avvicinò sempre più all'Austria, e su suggerimento inglese, nel 1753 combinò il fidanzamento della nipote Maria Beatrice Ricciarda, di soli tre anni – unica nata ancora in vita del figlio Ercole e di Maria Teresa Cybo-Malaspina – con l'Arciduca Pietro Leopoldo, figlio maschio terzogenito di Maria Teresa d'Austria. Con un trattato segreto stipulato contestualmente all'accordo matrimoniale, Francesco designava l'arciduca come erede in caso di estinzione della linea maschile degli Este e riceveva in cambio la garanzia imperiale sulla sopravvivenza degli Stati estensi come entità separata dai restanti domini asburgici. In più, egli otteneva la nomina ad "Amministratore e capitano generale della Lombardia austriaca" fino alla maggiore età dell'arciduca, che avrebbe allora assunto le funzioni di governatore. Nel 1761 la morte improvvisa dell'arciduca Carlo Giuseppe, secondogenito maschio degli Asburgo-Lorena, sembrò scompaginare il quadro: Pietro Leopoldo, prendendo il posto del fratello defunto, saliva, per così dire, di un gradino nella scala della successione e diventava erede del Granducato di Toscana, ricevendo anche in dote la prospettiva di un vantaggioso matrimonio con l'infanta di Spagna, Maria Luisa di Borbone, ma con ciò diventavano del tutto anacronistiche le previsioni dei trattati del 1753. Francesco III e la corte austriaca non ebbero però tentennamenti e, nonostante la veemente opposizione di Ercole, padre della fidanzata, firmarono nel 1763 un nuovo accordo che lasciava intatte le clausole di dieci anni prima, semplicemente sostituendo il nome di Pietro Leopoldo con quello del fratello minore Ferdinando, che all'epoca dei precedenti accordi non era neppure ancora nato e che era quindi assai più giovane della sua promessa.
Uomo accorto ed abile amministratore, il duca si rese conto che la carica interinale di governatore che gli era stata conferita aveva solo funzioni onorifiche, sicché si adattò a lasciare le leve effettive del potere a Beltrame Cristiani, plenipotenziario imperiale e, dopo la morte di questo a Carlo Giuseppe di Firmian. Egli cercò comunque nei primi anni di svolgere una politica estera autonoma rispetto a quella viennese, ma il rovesciamento delle alleanze operato nel 1756 gli tolse ogni spazio di manovra. Cercò allora di cogliere il massimo dei vantaggi economici offertigli dalla carica, entrando al tempo stesso in ottimi rapporti con l'aristocrazia lombarda, grazie anche al matrimonio contratto con Teresa di Castelbarco, vedova del conte Antonio Simonetta.

### Signore di Varese

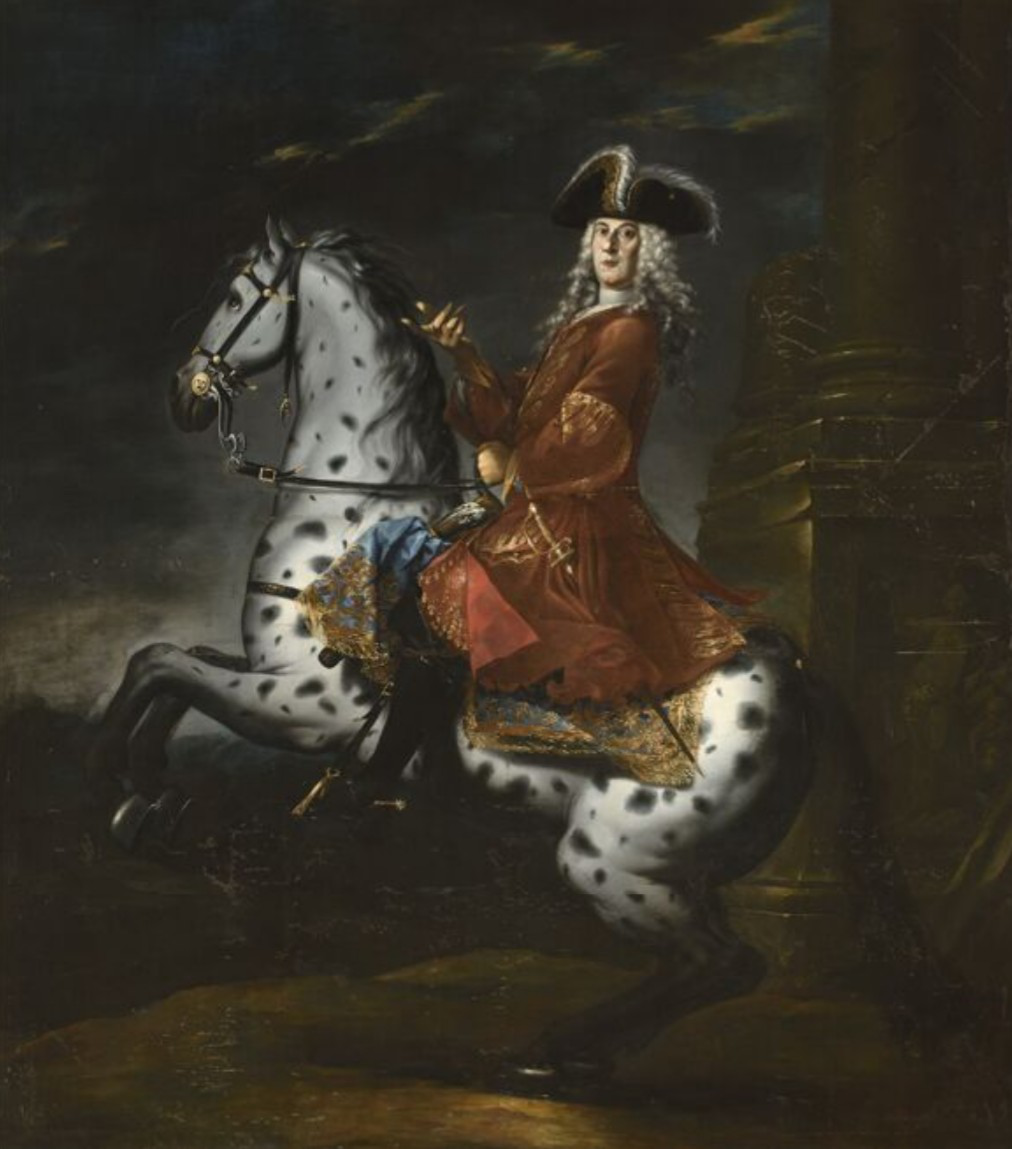
Francesco III di Modena e Reggio ritratto da Francesco Vellani nel XVIII secolo

Il 23 giugno 1765 l'imperatrice Maria Teresa d'Austria decise di trasformare la città di Varese in feudo non trasmissibile, e la concesse a Francesco III, che vi fece l'ingresso ufficiale il 2 luglio 1766, accolto da una grande festa.
Il duca si stabilì presso Villa Orrigoni, in pieno centro, che fece via via sistemare ed ampliare, trasformandola nell'odierno Palazzo Estense. Fece altresì costruire un vasto giardino, modellato a somiglianza del palazzo imperiale di Schönbrunn, a Vienna. Dal punto di vista del governo, introdusse nuove e più stringenti regole igieniche per la macellazione degli animali, riordinò il sistema scolastico cittadino, fissò visite mediche gratuite per i più poveri e favorì con atti di mecenatismo lo sviluppo della cultura (spettacoli teatrali, balli pubblici e sale da gioco).

### Opere

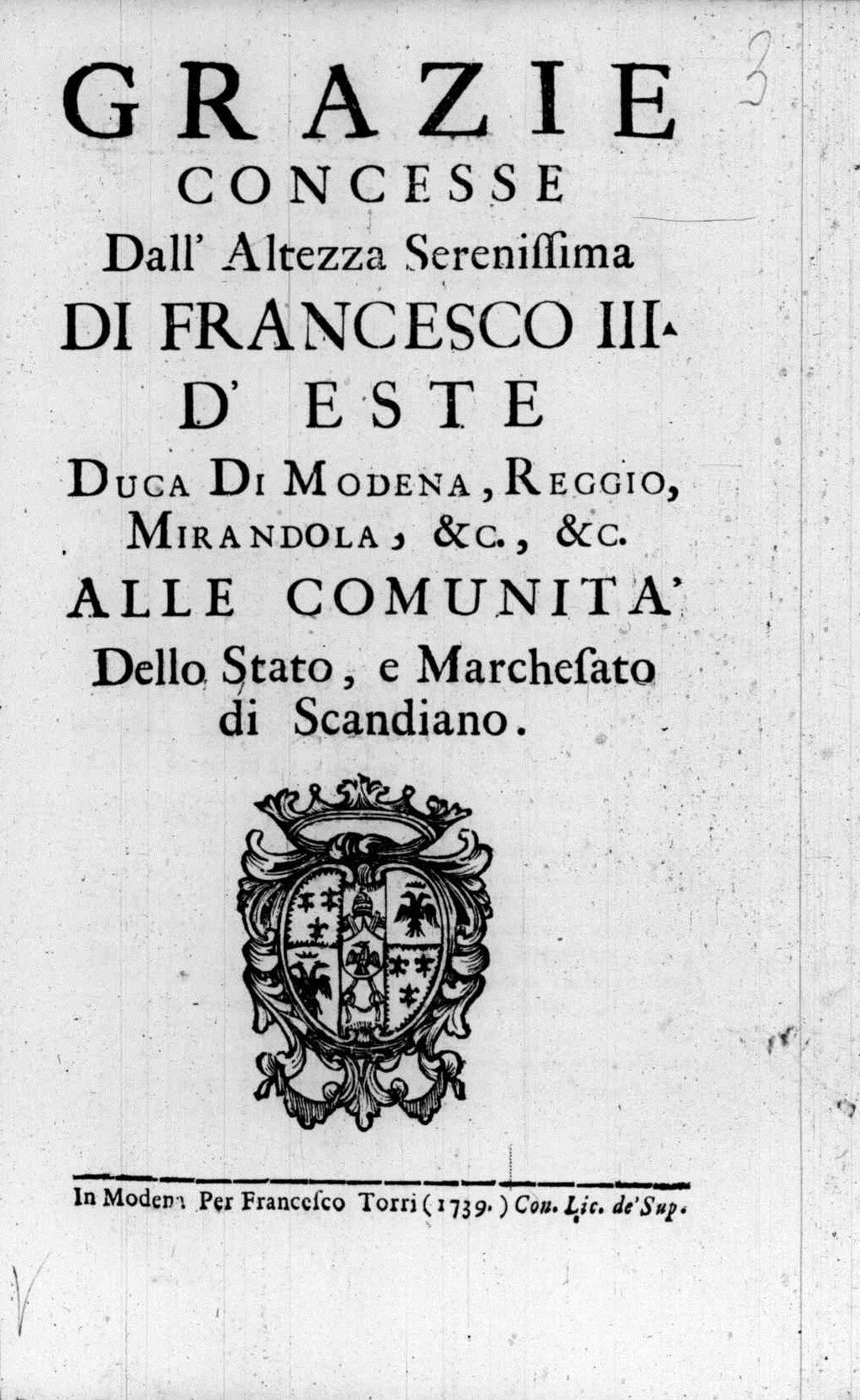
Grazie concesse dall'altezza serenissima di Francesco III d'Este alle comunità dello stato e marchesato di Scandiano, 1739

Fu sovrano illuminato, anche se libertino nei costumi: regolò l'urbanistica di Modena e vi introdusse la numerazione delle case; istituì l'ospedale, l'Albergo dei Poveri, oggi Palazzo dei Musei, l'Orto Botanico; fece costruire la Via Vandelli che collegava Modena alla Toscana e al Tirreno e fece redigere, primo sovrano in Italia, un Codice di leggi, il famoso «Codice Estense» del 1771 che fu il progenitore di tutte le codificazioni dell'Ottocento.
Pur con tutte le difficoltà causate dalle tensioni in Europa fra le grandi potenze, egli si dimostrò un duca assai migliore di quanto fosse lecito sperare dal suo comportamento da principe ereditario. Aderì agli ideali illuministici e questo si riverberò positivamente sulla situazione economica perché l'incameramento dei beni ecclesiastici, il «rinnovo» urbanistico della capitale, l'introduzione delle prime macchine, crearono sviluppo ed occupazione.

### Morte
Il duca morì nel Palazzo Estense di Varese il 22 febbraio 1780, rassegnato all'estinzione del casato, data la mancanza di eredi maschi del figlio Ercole III, anche se nel contratto di matrimonio della nipote con l'arciduca d'Austria era previsto che l'arciduca e i suoi successori assumessero anche il cognome d'Este, dando così vita alla nuova casata d'Austria-Este, tuttora fiorente.
Fu sepolto presso il convento dei frati Cappuccini di Casbeno (poi soppresso sotto la Repubblica Cisalpina, le cui strutture sono state inglobate dal liceo classico Ernesto Cairoli). Le sue spoglie sono state poi traslate al cimitero monumentale di Giubiano.

## Discendenza

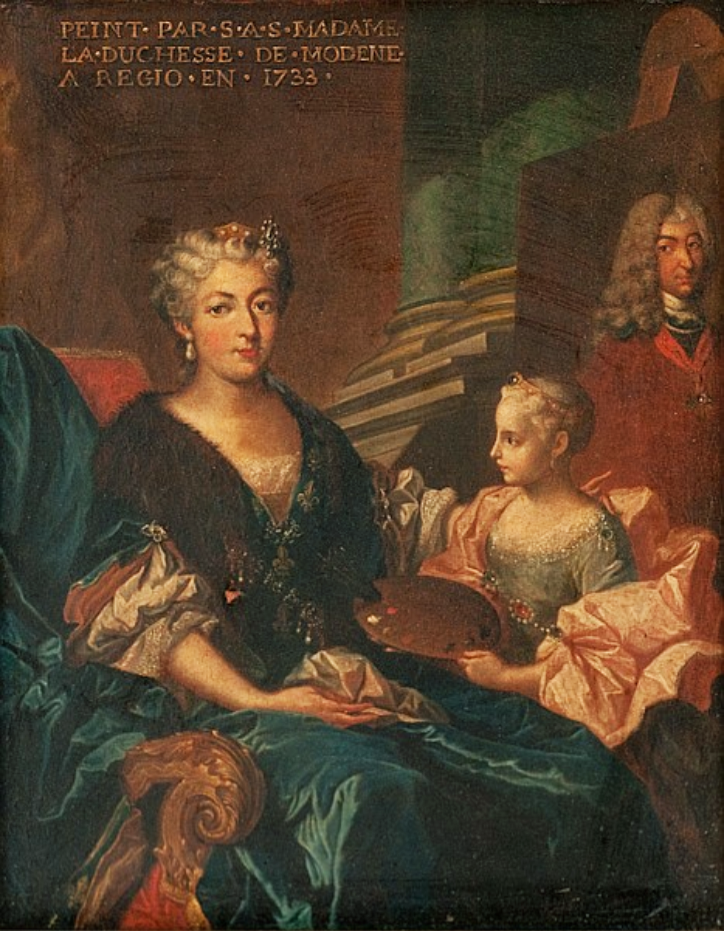
La moglie Carlotta Aglaia e sua figlia Maria Teresa Felicita, ritratte da Nicolas de Largillière, nel 1733.

Francesco III ebbe complessivamente dodici figli, ma solo nove dalla moglie legittima:
Figli legittimi:
- Alfonso (1723-1725);
- Francesco Costantino (1724-1725);
- Maria Teresa (1726-1754) sposò Luigi Giovanni Maria di Borbone, Duca di Penthièvre;
- Ercole III d'Este (1727-1803) Duca dal 1780 al 1797, continuatore della dinastia. Sposò nel 1741 Maria Teresa Cybo-Malaspina;
- Matilde (1729-1803);
- Maria Fortunata (1731-1803) sposò Luigi Francesco Giuseppe di Borbone-Conti, Principe di Conti;
- Beatrice (1734-1736);
- Benedetto Filippo (1736-1751) Abate, Proposto di Santa Maria della Pomposa, Arciprete di Bondeno
- Maria Elisabetta (1741-1774).

Figli illegittimi - cui venne imposto il cognome “Tesdè” fino alla morte del padre, e “d’Este” a partire dal 1780:
- Francesco Maria (1743-1821), Conte di S. Andrea, Abate di Nonantola, Vescovo di Anastasiopoli e Vescovo di Reggio Emilia, avuto da Stéphanie de Mouton, damigella della duchessa Carlotta[3];
- Federico Benedetto (1745-1820), Conte di S. Romano, trattò l'armistizio con Napoleone;
- Bernardino (-1750), morto infante.

## Ascendenza
|                                     |                               |                                  | Genitori                     |  |  | Nonni |  |  | Bisnonni           |  |  | Trisnonni     |  |
|                                     |                               |                                  |                              |  |  |       |  |  | Alfonso III d'Este |  |  | Cesare d'Este |  |
|                                     |                               |                                  |                              |  |  |       |  |  | Alfonso III d'Este |  |  | Cesare d'Este |  |
|                                     |                               | Virginia de' Medici              |                              |  |  |       |  |  | Alfonso III d'Este |  |  |               |  |
| Francesco I d'Este                  |                               |                                  |                              |  |  |       |  |  | Alfonso III d'Este |  |  |               |  |
|                                     |                               | Isabella di Savoia               | Carlo Emanuele I di Savoia   |  |  |       |  |  |                    |  |  |               |  |
|                                     |                               | Isabella di Savoia               | Carlo Emanuele I di Savoia   |  |  |       |  |  |                    |  |  |               |  |
|                                     |                               | Isabella di Savoia               | Caterina Michela d'Asburgo   |  |  |       |  |  |                    |  |  |               |  |
| Rinaldo d'Este                      |                               | Isabella di Savoia               |                              |  |  |       |  |  |                    |  |  |               |  |
|                                     |                               | Taddeo Barberini                 | Carlo Barberini              |  |  |       |  |  |                    |  |  |               |  |
|                                     |                               | Taddeo Barberini                 | Carlo Barberini              |  |  |       |  |  |                    |  |  |               |  |
|                                     |                               | Taddeo Barberini                 | Costanza Magalotti           |  |  |       |  |  |                    |  |  |               |  |
| Lucrezia Barberini                  |                               | Taddeo Barberini                 |                              |  |  |       |  |  |                    |  |  |               |  |
|                                     |                               | Anna Colonna                     | Filippo I Colonna            |  |  |       |  |  |                    |  |  |               |  |
|                                     |                               | Anna Colonna                     | Filippo I Colonna            |  |  |       |  |  |                    |  |  |               |  |
|                                     |                               | Anna Colonna                     | Lucrezia Tomacelli           |  |  |       |  |  |                    |  |  |               |  |
| Francesco III d'Este                |                               | Anna Colonna                     |                              |  |  |       |  |  |                    |  |  |               |  |
|                                     | Giorgio di Brunswick-Lüneburg | Guglielmo di Brunswick-Lüneburg  |                              |  |  |       |  |  |                    |  |  |               |  |
|                                     | Giorgio di Brunswick-Lüneburg | Guglielmo di Brunswick-Lüneburg  |                              |  |  |       |  |  |                    |  |  |               |  |
|                                     | Giorgio di Brunswick-Lüneburg | Dorothea di Danimarca            |                              |  |  |       |  |  |                    |  |  |               |  |
| Giovanni di Brunswick-Lüneburg      | Giorgio di Brunswick-Lüneburg |                                  |                              |  |  |       |  |  |                    |  |  |               |  |
|                                     |                               | Anna Eleonora di Assia-Darmstadt | Luigi V d'Assia-Darmstadt    |  |  |       |  |  |                    |  |  |               |  |
|                                     |                               | Anna Eleonora di Assia-Darmstadt | Luigi V d'Assia-Darmstadt    |  |  |       |  |  |                    |  |  |               |  |
|                                     |                               | Anna Eleonora di Assia-Darmstadt | Maddalena di Brandeburgo     |  |  |       |  |  |                    |  |  |               |  |
| Carlotta di Brunswick-Lüneburg      |                               | Anna Eleonora di Assia-Darmstadt |                              |  |  |       |  |  |                    |  |  |               |  |
|                                     |                               | Edoardo del Palatinato-Simmern   | Federico V Elettore Palatino |  |  |       |  |  |                    |  |  |               |  |
|                                     |                               | Edoardo del Palatinato-Simmern   | Federico V Elettore Palatino |  |  |       |  |  |                    |  |  |               |  |
|                                     |                               | Edoardo del Palatinato-Simmern   | Elisabetta Stuart            |  |  |       |  |  |                    |  |  |               |  |
| Benedetta Enrichetta del Palatinato |                               | Edoardo del Palatinato-Simmern   |                              |  |  |       |  |  |                    |  |  |               |  |
|                                     |                               | Anna Maria di Gonzaga-Nevers     | Carlo I di Gonzaga-Nevers    |  |  |       |  |  |                    |  |  |               |  |
|                                     |                               | Anna Maria di Gonzaga-Nevers     | Carlo I di Gonzaga-Nevers    |  |  |       |  |  |                    |  |  |               |  |
|                                     |                               | Anna Maria di Gonzaga-Nevers     | Caterina di Lorena           |  |  |       |  |  |                    |  |  |               |  |
|                                     |                               | Anna Maria di Gonzaga-Nevers     |                              |  |  |       |  |  |                    |  |  |               |  |